# City Reading (Tre Storie Western)
Albums de Air et Alessandro Baricco
Everybody Hertz
(2002) Talkie Walkie
(2004)
City Reading (Tre Storie Western) est un livre-disque issu d'une collaboration du groupe de musique électronique français Air et de l'écrivain italien Alessandro Baricco.
À l'origine, en 2001, Air répond à la proposition d'Alessandro Baricco de jouer de la musique pendant une lecture, dans un théâtre, de son livre City. Ils enregistrent en studio le mois suivant trois histoires issues du livre, Bird (le premier morceau), La Puttana Di Closingtown (les neuf suivants) et Caccia All'Uomo (les neuf derniers morceaux) pour en faire un disque.

## Liste des titres
Toutes les paroles sont écrites par Alessandro Baricco, toute la musique est composée par Jean-Benoît Dunckel et Nicolas Godin.
| No  | Titre                                 | Durée |
| --- | ------------------------------------- | ----- |
| 1.  | Bird                                  | 7:20  |
| 2.  | Prologo Per La Puttana Di Closingtown | 2:40  |
| 3.  | Se Vuoi Capire La Loro Storia         | 1:04  |
| 4.  | Pat Cobhan Ride                       | 4:14  |
| 5.  | Fanny Scivola Con Le Labbra           | 2:00  |
| 6.  | Pat Cobhan Alza Gli Occhi             | 1:23  |
| 7.  | Young                                 | 2:35  |
| 8.  | 'Affanculo                            | 4:12  |
| 9.  | Quell'uomo Bara, Dice                 | 1:38  |
| 10. | Finale                                | 1:35  |
| 11. | Prologo                               | 3:20  |
| 12. | Il Primo Giorno                       | 3:39  |
| 13. | Il Secondo Giorno                     | 4:57  |
| 14. | Il Terzo Giorno                       | 5:34  |
| 15. | L'urlo                                | 1:16  |
| 16. | Mondo Sparito                         | 0:54  |
| 17. | Il Quarto Giorno                      | 4:20  |
| 18. | Macchie Di Sangue                     | 1:12  |
| 19. | Musica                                | 3:07  |